# Anker (wijn)
De anker is een oude inhoudsmaat voor wijn. De omvang was een klein vaatje van 35 liter, ofwel 45 flessen. Er bestaat een brouwerij Het Anker en ook wijnzaken (Het gulden anker) zijn nog weleens naar deze oude maat genoemd.
Deze wijnmaat is ook in het Duits (Anker) en in het Deens (anker øl) bekend.
Zes ankers maken één okshoofd.